# Huawei P9 lite
Huawei P9 lite — смартфон, розроблений компанією Huawei, що є спрощеною версією Huawei P9. Був представлений 20 квітня 2016 року.
В деяких країнах смартфон продавався як Huawei G9 lite, а в Індії був представлений під суб-брендом Honor як Honor 8 Smart.

## Дизайн
Екран виконаний зі скла. Бокова чатисна виконана з алюмінію. Задня панель виконана з пластику зі скляною вставкою зверху.
Знизу розташований роз'єм microUSB, динамік та стилізований під динамік мікрофон. Зверху розміщені 3.5 мм аудіороз'єм та другий мікрофон. З лівого боку в залежності від версії розташований слот під 1 SIM-картку або гібридний слот під 2 SIM-картки або 1 SIM-картку і карту пам'яті формату microSD до 128 ГБ. З правого боку розміщені кнопки регулювання гучності та кнопка блокування смартфону. Сканер відбитків пальців знаходиться на задній панелі.
В Україні Huawei P9 lite продавався в 3 кольорах: чорному, білому та золотому.

## Технічні характеристики

### Платформа
Смартфон отримав процесор HiSilicon Kirin 650 та графічний процесор Mali-T830 MP2.

### Батарея
Батарея отримала об'єм 3000 мА·год.

### Камера
Смартфон отримав основну камеру 13 Мп, f/2.0 з автофокусом та можливістю запису відео в роздільній здатності 1080p@30fps. Фронтальна камера з роздільністю 8 Мп, світлосилою f/2.0 та можливістю запису відео в роздільній здатності 1080p@30fps.

### Екран
Екран IPS LCD, 5.2", FullHD (1920 × 1080) зі щільністю пікселів 424 ppi та співвідношенням сторін 16:9.

### Пам'ять
Смартфон продавався в комплектаціях 2/16 та 3/16 ГБ. В Україні була доступна тільки версія на 3/16 ГБ.

### Програмне забезпечення
Смартфон був випущений на EMUI 4.1 на базі Android 6.0 Marshmallow. Був оновлений до EMUI 5 на базі Android 7.0 Nougat.

## Рецензії
Оглядач з інформаційного порталу ITC.ua поставив Huawei P9 lite 4 бали з 5. До мінусів він відніс гібридний слот, 16 ГБ вбудованої пам'яті та те що модель вийшла надто пізно, бо вже на той час були кращі пропозиції від конкурентів. До плюсів оглядач відніс нормальний екран, камери і прийнятну продуктивність, хороші динаміки та режим керування в рукавицях.
Оглядач з інформаційного сайту НВ поставив Huawei P9 lite 6 балів з 10. У висновку оглядач охарактеризував смартфон словами «Досить значна ціна і досить середні можливості».